# Viola arsenica
Viola arsenica (лат.) — вид двудольных растений рода Фиалка (Viola) семейства Фиалковые (Violaceae). Впервые описан австрийским ботаником Гюнтером Беком в 1894 году.

## Распространение и среда обитания
Эндемик юга Северной Македонии, произрастающий только на территории рудника Алшар, находящегося в 40 км к юго-западу от города Прилеп. Алшар является заброшенным рудником, он уникален большим разнообразием минерального состава, в первую очередь высоким содержанием таллия, а также многими другими токсичными химическими элементами.
Растение предпочитает участки с повышенным содержанием мышьяка в почве.

## Ботаническое описание
Побеги голые. Стебель с удлинёнными междоузлиями. Цветоносная часть стебля длиной до 25 см, утолщённая.
Листья светло-зелёные, от яйцевидной до почти сердцевидной формы, с усечённым основанием и округлой вершиной; прилистники узкие, ланцетовидные.
Цветки жёлтые, реже фиолетовые, с широкими лепестками.
Цветёт в мае.
Число хромосом: 2n = 20.
Корни Viola arsenica активно накапливают мышьяк. Кроме того, в образцах экземпляров вида было обнаружено высокое содержание тяжёлых металлов сурьмы и таллия. Подобными свойствами обладают и некоторые другие растущие на этой территории растения — эндемичный для этой области вид рода Фиалка Viola allchariensis, а также балканский эндемик Viola macedonica (= Viola tricolor subsp. macedonica). Растущие Viola arsenica являются «индикаторами» богатых мышьяком почв.